# Arte pré-românica

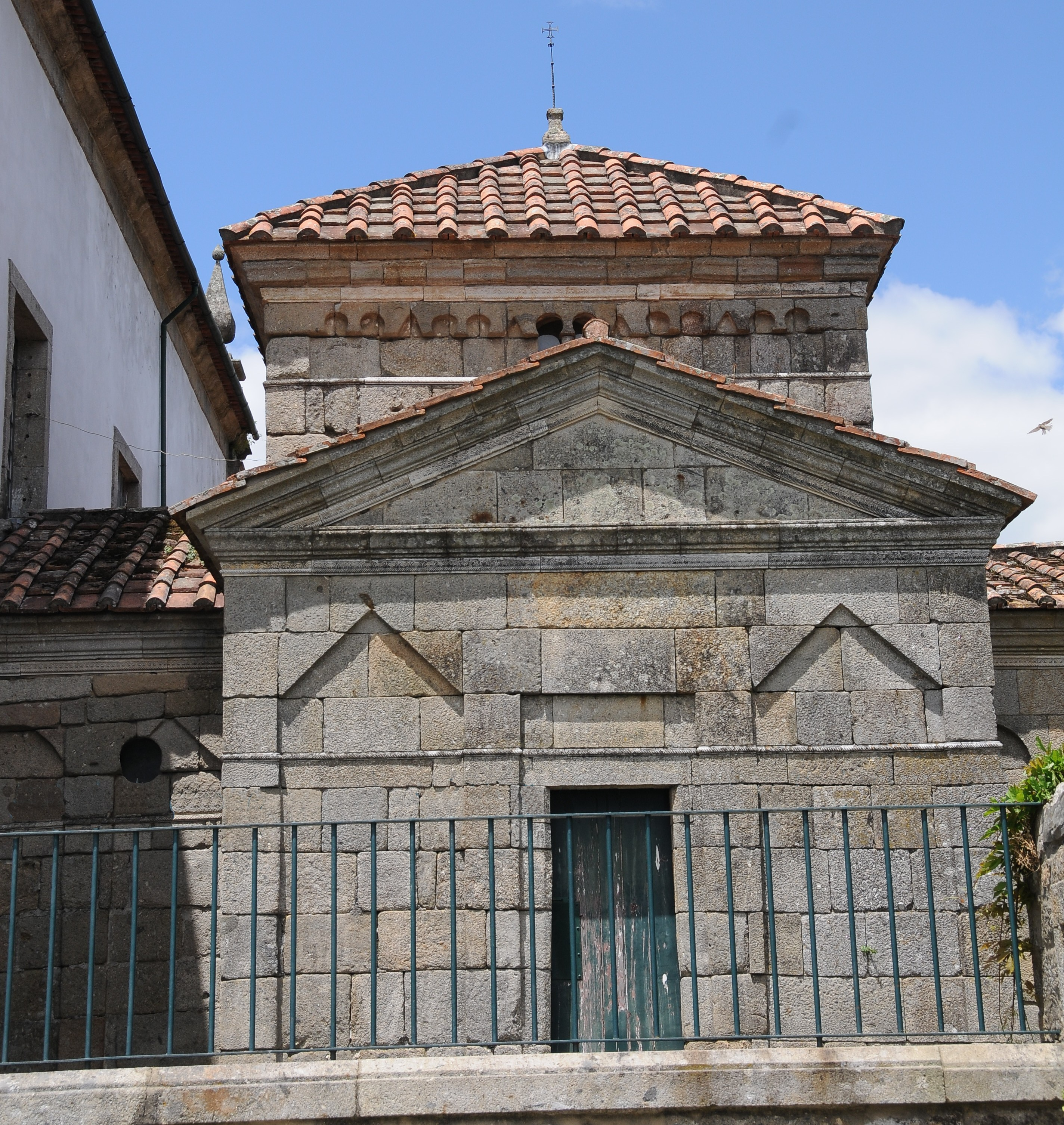
Capela de São Frutuoso

A arte pré-românica não designa um estilo em particular, mas antes um período da arte ocidental que se inicia formalmente com o fim da era clássica e decorre até ao início do período românico, mas que pode retroceder já ao momento da queda do Império Romano do ocidente com as migrações dos povos germânicos para a Europa. De um modo geral este período situa-se na passagem da antiguidade clássica tardia para o românico, pautada por uma absorção de diversas influências que resultam nas fusões inovadoras entre elementos clássicos do Mediterrâneo, cristãos e germânicos. Não se resume, por isso, a uma região específica, alastra-se por toda a Europa entre os séculos VIII e X, destacando-se alguns estilos artísticos próprios, como a arte germânica, anglo-saxônica, visigótica, merovíngia, carolíngia e otoniana. A arte na Europa no início da Idade Média abrange um período de cerca de meio milénio: da queda do Império Romano do Ocidente ao renascimento após o ano 1000, uma era geralmente considerada "românica". No início da Idade Média, a Europa passava por grandes convulsões e a produção artística sofreu uma diminuição quantitativa. Os territórios de língua latina da Itália, Europa Ocidental e Norte da África testemunharam, a partir das primeiras décadas do século V, as invasões bárbaras, enquanto a civilização urbana que se baseava em Roma sofreu um progressivo empobrecimento e despovoamento, com a consequente diminuição da importância das instituições civis.
Na Itália, o período do Edito de Milão (313) até as primeiras décadas do século VI aproximadamente, cai no âmbito da arte paleocristã; o período do século VI ao século VIII aproximadamente, quando a Itália foi mais fortemente influenciada por Constantinopla, também é estudado, para alguns campos artísticos, no âmbito da arte bizantina. Antes do século VIII, a arte alto-medieval pode ser colocada dentro do estudo da produção artística das populações bárbaras, entre as quais a arte lombarda assume particular importância. Após o século VIII, mas ainda antes do ano 1000, e portanto dentro do período indicado como Alta Idade Média, encontramos as expressões da arte carolíngia e otoniana, ambas já de estrutura pré-românica, cuja influência também se estende à Itália a partir das principais cidades do centro-norte da Europa, assim como alguns elementos da arte insular irlandesa, em particular as miniaturas. A arte do início da Idade Média pode, portanto, ser considerada o ponto de partida de uma arte europeia de alcance continental.
Na Idade Média, a arte voltou a ter uma função puramente prática, isto é, aplicada a objetos de uso, e os artistas (ou artesãos ) ainda não tinham aquela aura elitista que se difundiu a partir do final do século XIII: pintores, escultores, arquitetos eram trabalhadores em pé de igualdade com ourives, tecelões, curtidores, etc. A distinção canônica entre artes maiores (pintura, escultura e arquitetura) e artes menores remonta aos tratados de Leon Battista Alberti , que sustentava que as disciplinas maiores tinham um aspecto intelectual que ia além da simples habilidade manual.

## Arte do período das migrações

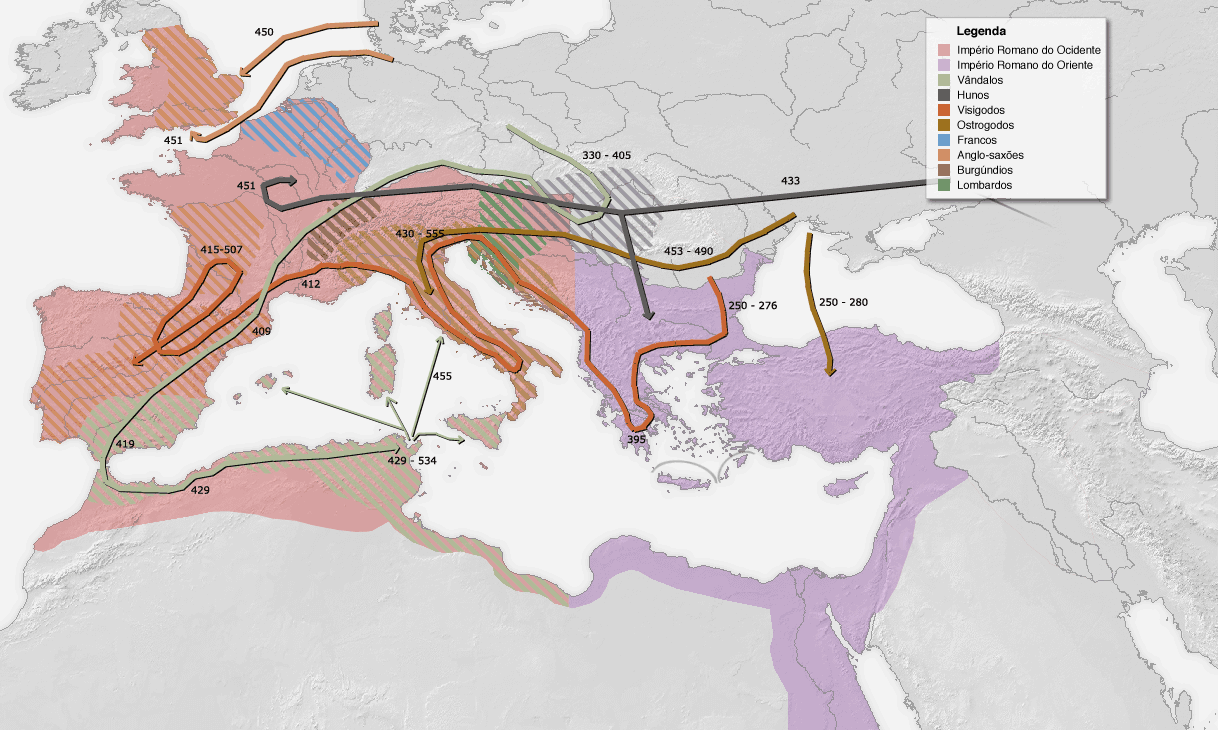
Mapa do deslocamento das tribos germânicas

As tribos germânicas nômades, “empurradas” para oeste pelos hunos da Ásia central, invadiram a Europa de 300 a 900 e foram substituindo o Império Romano do ocidente por diversos reinos germânicos.
Resumo dos principais povos germânicos e respectiva área de ocupação após as migrações:
- Francos: Gália;
- Burgúndios: sudoeste da Gália;
- Lombardos: norte da península Itálica;
- Ostrogodos: Península Itálica;
- Anglos, Saxões e Jutos: Grã-Bretanha;
- Visigodos: Gália e Península Ibérica;
- Suevos: Península Ibérica;
- Vândalos: Norte de África e Península Ibérica.

### Vertentes artísticas naPenínsula Ibérica
Período de permanência de povos germânicos (visigodos) e posterior ocupação moura.
- Arte visigótica entre 415 e 711.
- Arte mourisca  a partir de 711 até ao fim do século XI, em algumas zonas, até ao XV.
- Pré-românico asturiano, do final do século VIII até começos do X.

### Vertentes artísticas naGrã-BretanhaeIrlanda
- Arte hiberno-saxónica, séculos VII e VIII, fusão de elementos celtas e anglo-saxónicos (Missionários irlandeses contactam com germânicos – anglos, saxões e jutos), que termina com as invasões viquingues no século IX. Na Irlanda este estilo permanece até ao românico. (ver também: Arte celta)
- Arte anglo-saxónica, entre 885 e século XII na Inglaterra.

### Vertentes artísticas emFrançae naEuropa central
Maior proximidade formal ao estilo românico.
- Arte merovíngia de 500 a 750, com os francos merovíngios.
- Arte carolíngia de 750 a 900, com os francos carolíngios (Carlos Magno).
- Arte otoniana no século X a inícios do século XI, com os otonianos saxões.

### Vertentes artísticas na zona doMediterrâneo
Níveis distintos de produção artística que não são englobados no termo pré-românico.
- Arte paleocristã, arte dos primeiros cristãos durante o Império Romano do ocidente. do século III além do V.
- Arte bizantina, arte cristã durante o Império Romano do oriente, de 450 ao século XV.